# Tsacasiella neavei
Tsacasiella neavei är en tvåvingeart som först beskrevs av Ricardo 1919.  Tsacasiella neavei ingår i släktet Tsacasiella och familjen rovflugor. Inga underarter finns listade i Catalogue of Life.